# Трсино
Трсино (мак. Трсино) — село у Північній Македонії, яке входить до общини Виниця, що в Східному регіоні країни.
Громада складається з — 730 осіб (перепис 2002) і всі македонці. Село розкинулося в передгірській місцевості (середні висоти — 852 метрів) у підніжжі гірського пасма Голяк.